# Firaq Gorakhpuri
Firaq Gorakhpuri, prawdziwe nazwisko Raghapati Sahay (1895–1982) – poeta tworzący w języku urdu, uznawany za najwybitniejszego przedstawiciela tej poezji w XX wieku. 
Wniósł w swej poezji do języka urdu wiele nowych niuansów i subtelności. Był profesorem literatury angielskiej w Allahabadzie. Był również przez pewien czas sekretarzem Partii Kongresowej – w czasie gdy Jawaharlal Nehru był jej przywódcą. Jego umiłowanie do poezji urdu wynikało z głębokiego rozumienia filozofii i mitologii indyjskiej oraz studiów nad islamem. Najważniejsze jego dokonania poetyckie zawarte są w zbiorze Gul-e-Naghma (Kwiaty liryczne) z 1959 roku. Poecie przyznano najważniejszy indyjski order Padma Bhushan w 1981 roku.